# Anamã
Anamã, amtlich Município de Anamã, ist eine brasilianische Gemeinde im Bundesstaat Amazonas. Nachbargemeinden sind Manacapuru, Caapiranga, Codajás, Anori und Beruri. Die Bevölkerung, Anamãenser genannt, wurde 2024 auf 10.318 Einwohner geschätzt, was bei einer Gemeindefläche von rund 2446,1 km² einer Bevölkerungsdichte von 4 Personen pro km² entspricht.

## Geographie

### Lage
Die Stadt liegt 129 km von der Hauptstadt des Bundesstaates (Manaus) entfernt.
Von 1989 bis 2017 war sie Teil der Mesoregion Centro Amazonense (Zentral-Amazonien) und der Mikroregion Coari.

### Vegetation
Das Biom ist Amazonas-Regenwald (Amazônia).

### Klima
In der Stadt herrscht Tropisches Regenwaldklima (Monsun), nach der Effektive Klimaklassifikation von Köppen und Geiger Af. Die Jahresdurchschnittstemperatur liegt bei 27,0 °C. Jährlich fallen etwa 2251 mm Niederschlag. In den meisten Monaten des Jahres gibt es starke Niederschläge. Die Trockenzeit ist kurz.
|                       | Jan  | Feb  | Mär  | Apr  | Mai  | Jun  | Jul  | Aug  | Sep  | Okt  | Nov  | Dez  |   |      |
| Mittl. Tagesmax. (°C) | 30,6 | 30,6 | 30,6 | 30,7 | 30,9 | 31,2 | 31,9 | 32,5 | 32,5 | 32,0 | 31,4 | 31,3 | ⌀ | 31,4 |
| Mittl. Tagesmin. (°C) | 23,1 | 22,7 | 22,6 | 22,8 | 22,6 | 22,7 | 22,4 | 22,6 | 22,8 | 23,1 | 23,1 | 23,0 | ⌀ | 22,8 |
|                       |      |      |      |      |      |      |      |      |      |      |      |      |   |      |
| Niederschlag (mm)     | 263  | 223  | 280  | 240  | 240  | 120  | 90   | 93   | 110  | 140  | 180  | 242  | Σ | 2221 |

| 23,1 |

| 22,7 |

| 22,6 |

| 22,8 |

| 22,6 |

| 22,7 |

| 22,4 |

| 22,6 |

| 22,8 |

| 23,1 |

| 23,1 |

| 23,0 |

| 23,1 |

| 22,7 |

| 22,6 |

| 22,8 |

| 22,6 |

| 22,7 |

| 22,4 |

| 22,6 |

| 22,8 |

| 23,1 |

| 23,1 |

| 23,0 |

| N i e d e r s c h l a g | 263 | 223 | 280 | 240 | 240 | 120 | 90  | 93  | 110 | 140 | 180 | 242 |
|                         | Jan | Feb | Mär | Apr | Mai | Jun | Jul | Aug | Sep | Okt | Nov | Dez |

### Gewässer
Die Stadt liegt am Rio Solimões. In der Gemeinde liegt der See Lago Anamã. Der Städtespitzname lautet Veneza do Amazonas (Venedig des Amazonas).

## Geschichte
Der Munizip war vor der Emanzipation der unselbständige Distrito de Anamã innerhalb von Anori, wurde dort am 2. Juli 1981 ausgegliedert und zur selbständigen Stadt erhoben.
Auf dem Gemeindegebiet befinden sich mit Stand 2017 22 weitere kleinere Siedlungen, die als Comunidade bezeichnet werden, darunter die Comunidades Arixi, Cuia, Novo Brasil, Mato Rosso, Nossa Senhora de Nazaré und im indigenen Siedlungsgebiet São José, Eware (Tikunas), Bom Jesus, Nova Esperança und Santa Luzia (Kokamas) auf der Ilha do Camaleão.

## Kommunalverwaltung
Stadtpräfekt (Exekutive) war nach der Kommunalwahl 2016 Raimundo Pinheiro da Silva des Partido do Movimento Democrático Brasileiro (PMDB) für die Amtszeit von 2017 bis 2020. Bei der Kommunalwahl in Brasilien 2020 löste ihn für die Amtszeit von 2021 bis 2024 Francisco Nunes Bastos, genannt Chico do Belo, Mitglied des Partido Social Cristão (PSC), ab.

## Durchschnittseinkommen und HDI
Das monatliche Durchschnittseinkommen betrug 2019 den Faktor 1,6 des brasilianischen Mindestlohns (Salário mínimo) von R$ 998,00 (somit R$ 1596,8). Der Index der menschlichen Entwicklung (HDI) ist mit 0,594 für 2010 als niedrig eingestuft. Das Bruttosozialprodukt pro Kopf betrug 2018 8767,90 R$. Es liegt durchgehend große Arbeitslosigkeit vor, 2010 verdienten 50,1 % der Bevölkerung nur die Hälfte des Mindestlohns.

## Söhne und Töchter der Gemeinde
- Gutemberg Freire Régis (* 1940), Prälat des Bistums Coari